# Hai'an, Guangdong
Hai'an (kinesiska: 海安) är en köping i sydöstra Kina. Den ligger i Xuwen härad i staden Zhanjiang i provinsen Guangdong, omkring 450 kilometer sydväst om provinshuvudstaden Guangzhou. Antalet invånare är 21 810. Befolkningen består av 10 293 kvinnor och 11 517 män. Barn under 15 år utgör 18,0 %, vuxna 15-64 år 73 %, och äldre över 65 år 7,0 %.